# Cây Trường II
Cây Trường II, ook geschreven als Cây Trường 2, is een xã van huyện Bến Cát, een huyện in de provincie Bình Dương.
Cây Trường II ligt in het noorden van het district en ligt ongeveer twintig kilometer ten noorden van thị trấn Mỹ Phước, de hoofdplaats van het district. De afstand tot het centrum van Ho Chi Minhstad bedraagt ongeveer vijftig kilometer. Cây Trường II grenst in het westen aan Dầu Tiếng en in het noorden aan Chơn Thành.
De oppervlakte van Cây Trường II bedraagt ongeveer 47,17 km². Cây Trường II heeft 3245 inwoners.